# Megachile ceylonica
Megachile ceylonica är en biart som beskrevs av Charles Thomas Bingham 1896. Megachile ceylonica ingår i släktet tapetserarbin, och familjen buksamlarbin. Inga underarter finns listade i Catalogue of Life.